# Tit Virgini Tricost Celiomontà (cònsol 448 aC)
Tit Virgini Tricost Celiomontà (llatí: Titus Verginius T. f. Tricostus Cæliomontanus) va ser un magistrat romà. Probablement era fill d'Espuri Virgini Tricost Celiomontà, que havia estat cònsol el 456 aC. Formava part de la família Tricost, una branca de la gens Virgínia. El nom Celiomontà prové del fet que la seva branca familiar tenia la mansió al turó anomenat Celi.
Va ser elegit cònsol de Roma l'any 448 aC, juntament amb Espuri Hermini Coritinesà, segons diuen Titus Livi i Diodor de Sicília.